# 平埔族正名運動

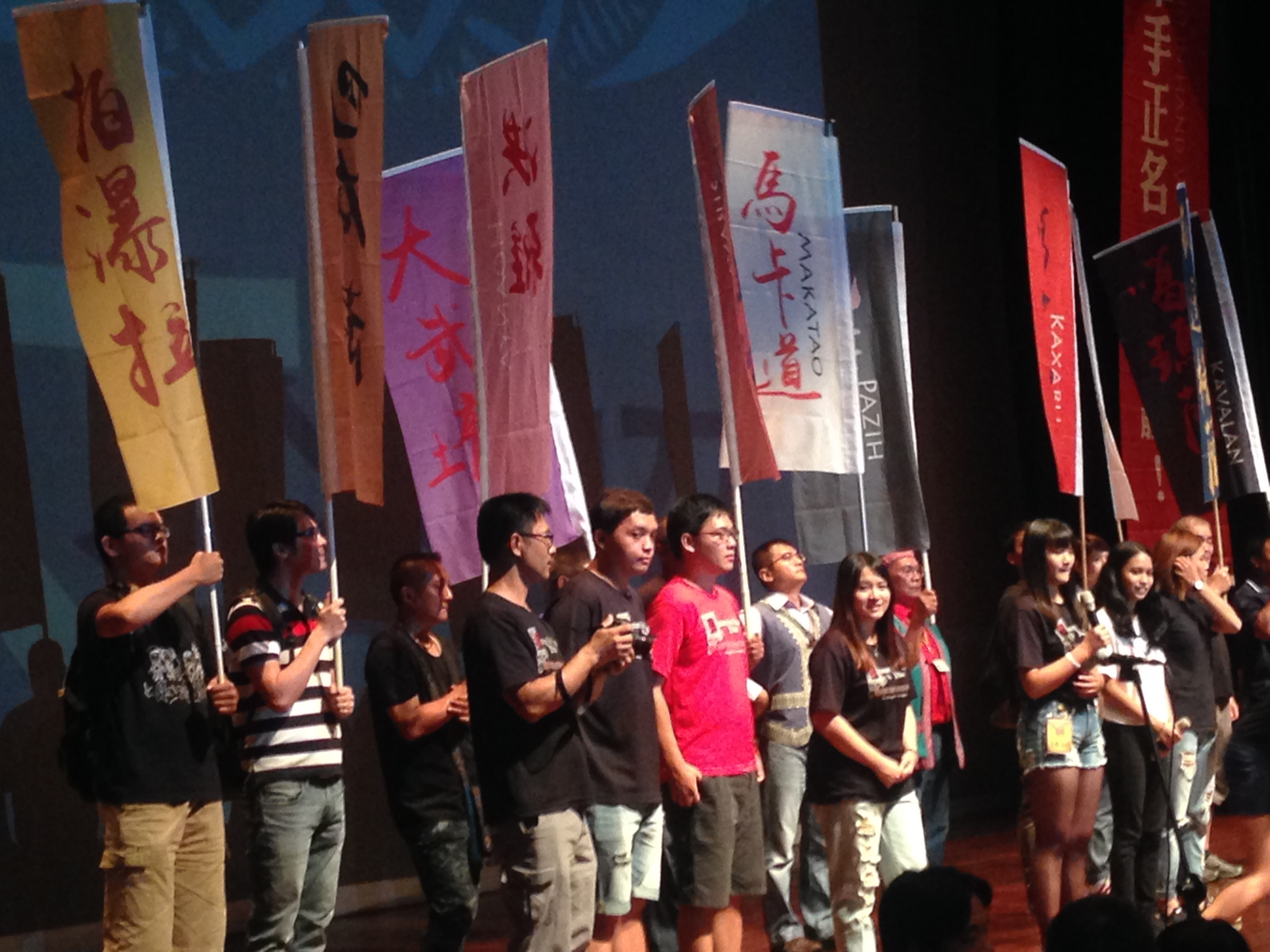
2015 年於台南市舉行的平埔正名高峰會議。

平埔正名運動是受到原台灣高山族正名運動的鼓舞、民族學、民俗學的進步而產生的運動，在1994年「山胞，番人，山地人、高山族」的稱號終於在台灣正式走入歷史，並正名為「臺灣原住民族」。從2001年起，400位平埔族前往中華民國立法院召開公聽會，要求回歸原住民身份後，平埔族的正名運動走上了積極的路線，但速度依然緩慢，在2010年發生台灣平埔族代表為爭取原住民身分認定，向聯合國遞控訴書控告行政院原住民族委員會委員章仁香、孫大川事件。2022年10月28日，中華民國憲法法庭針對西拉雅族正名案宣告現行的《原住民身分法》違憲，同屬南島語系民族的所有台灣原住民族，具有「民族文化特徵」、「族群認同」及「客觀歷史紀錄」三項判準，都可依民族意願申請核定為「原住民族」，並要求相關機關於3年內完成修法。

## 歷程與成果

### 西拉雅族
目前平埔族正名運動，也具有成果的是西拉雅族，西拉雅族在台南市為市定原住民族。
1996年台南縣政府首度在大內鄉舉辦「頭社太祖夜祭」的文化活動，鼓動了西拉雅各部落尋根與認同的隱藏基因，也引起了各界的注意。
1999年佳里鎮的北頭洋部落在時任立法委員的蘇煥智縣長協助下，恢復了傳統的夜祭活動。
2004年10月15─17日三天，舉辦了台灣首次的「平埔會親」活動。
2005年11月23日蘇煥智縣長在吉貝耍部落召開記者會，正式宣布即將成立「台南縣西拉雅原住民事務委員會」，西拉雅族也成為台灣第一個由地方政府所承認的「縣定原住民族」。
2006年7月6日「台南縣西拉雅原住民事務委員會」正式運作，並召開首次委員會議。

### 大武壠族
2013年11月15日，花蓮縣富里鄉鄉長正式認定當地包括大武壠族在內的平埔族群為「鄉定原住民」，成為全台第一個認定平埔族群為「鄉定原住民族」的鄉鎮。

### 馬卡道族
2013年11月15日，花蓮縣富里鄉正式承認當地馬卡道等族群為鄉定原住民。2016年9月9日，屏東縣正式承認縣內馬卡道為縣定原住民。

### 道卡斯族
雖然道卡斯族現在不是中央或地方的指定原住民族，但是在道卡斯族的苗栗縣長劉政鴻的領導下，開始舉辦各種道卡斯民族活動。

### 巴宰族
巴宰族人在近年也積極發起正名運動，希望獲得官方承認。
大約20年前巴宰族人苗栗縣巴宰族群協會理事長潘英琦的大伯與父親潘大州即開始復名運動，近幾年來潘英琦等族人向原住民族委員會申請正名列入原住民族群，雖然因為資料不足而未能成功，仍表示不放棄正名的決心。

## 爭議
平埔族正名運動目前有部分成功案例，但大部分的平埔族正名運動的推展並不順利，正名過程面臨以下議題。

### 認定和復族方式之爭議
由於平埔族大都和漢族混居，有些生活習慣已經漢化，因此在認定的方式非常多，而且也有一定程度的困難。一般認定和識別的方式大都有三種：
- 戶口登記：
- 文化復族：
- 血緣復族：

### 被認為謀求原民政策資源
官方對平埔族的正名運動不表支持，或未獲其他原住民族的認同。2009年，西拉雅族向原住民族委員會請願正名，原民會對該運動的解讀為：「平埔族」是為了共享原住民政策的資源才自稱「原住民」。

## 外部連結
- 縣定原住民族   （页面存档备份，存于）
- 西拉雅平埔族正名運動
- 平埔族的認定與困境  （页面存档备份，存于）
- 被遺忘的平埔族正名  （页面存档备份，存于）
- 政院修法為平埔族正名，等了20年的族人卻覺得像「次等原住民」  （页面存档备份，存于）
- 中部平埔族群青年聯盟Central Taiwan Ping-Pu Indigenous Groups Youth Alliance  （页面存档备份，存于）